# St. Ingbert-Formation
Die St. Ingbert-Formation ist in der Erdgeschichte eine lithostratigraphische Gesteinseinheit im Oberkarbon des Saar-Nahe-Beckens. Sie liegt auf der Neunkirchen-Formation und wird von der Rothell-Formation gefolgt. Datiert wird sie in den Grenzbereich Westfalium A/B (Oberkarbon oder Pennsylvanium).

## Namengebung und Begriffsgeschichte
Die St. Ingbert-Formation ist nach der Stadt St. Ingbert im Saarpfalz-Kreis (Saarland) benannt. Der Name wurde bereits 1914 von Paul Kessler als "St. Ingberter Flözgruppe" in der Literatur verwendet.

## Definition, Korrelation und Alter
Die St. Ingbert-Formation beginnt mit einem deutlich ausgebildeten Basiskonglomerat und endet an der Basis von Flöz Süd 1. Insgesamt enthält sie die Kohleflöze Nr. 105 bis 82 von insgesamt 151 in der Forschungsbohrung Saar 1 durchteuften Kohleflözen - dort hat sie eine Mächtigkeit von 280 m und enthält überwiegend Feinsandsteine mit mehreren "fining-upward"-Zyklen, d. h., die Korngrößen nehmen nach oben ab. Nach dieser Abfolge von Sandsteinen ist die Ablagerung in einem anastomosierenden Fluss am wahrscheinlichsten.  Nach dem Floreninhalt wird die Formation in das Westfalium C gestellt. In der STD2002 ist die St. Ingbert-Formation dagegen in den Grenzbereich Westfalium A/B (Langsettium/Duckmantium) gestellt.
Das Basiskonglomerat erscheint in der geophysikalischen Erkundung des Saar-Nahe-Beckens als Reflektor S' und spielt eine wichtige Rolle bei der Korrelation seismischer Profile.

## Gliederung
Die St. Ingbert-Formation wird nicht weiter untergliedert; zusammen mit der Rothell- und Sulzbach-Formation bildet sie die Mittlere Saarbrücken-Gruppe.